# Egidio De Franceschi
Egidio De Franceschi (all'anagrafe  Defranceschi, detto Cuco) (Pola, 3 marzo 1904 – ...) è stato un calciatore italiano, di ruolo difensore.

## Carriera
Di tre anni più giovane del fratello Amedeo, al Grion lo chiamavano "Defranceschi (II)"
Militare a Roma, gioca inizialmente 4 gare con la Lazio (di cui 2 annullate per tesseramento irregolare) e poi con la Fortitudo Roma con cui disputa 8 gare e mette a segno 5 gol nel campionato di Prima Divisione 1924-1925, giocando per l'occasione come centravanti.
Dopo aver militato nell'Edera Pola, nella Ponziana Trieste e nel Fascio Grion Pola, debutta in Serie B con la Monfalconese C.N.T. nella stagione 1929-1930, disputando tre campionati cadetti per un totale di 60 presenze.
Dopo aver lasciato la Monfalconese nel novembre del 1932 per il ritiro del club dal campionato, passa al Fascio Sportivo Savoia in Prima Divisione.